# Kerkhof van Bourecq
Het Kerkhof van Bourecq is een gemeentelijke begraafplaats in het Franse dorp Bourecq in het Noorderdepartement. Het kerkhof ligt in het dorpscentrum rond de Église Saint-Riquier. Voor de kerk staat aan de straatzijde een gedenkteken voor de gesneuvelde dorpsgenoten uit de Eerste- en Tweede Wereldoorlog.

## Brits oorlogsgraf
Op kerkhof ligt een perk met een Britse gesneuvelde uit de Eerste Wereldoorlog. Het is het graf van Herbert Haines, bestuurder (van paarden) bij het Army Service Corps. Hij stierf op 1 november 1915.
Zij graf wordt door de gemeente onderhouden en staat bij de Commonwealth War Graves Commission geregistreerd als Bourecq Churchyard.